# Anaspis bernikovi levisternalis
Anaspis bernikovi levisternalis es una subespecie de coleóptero de la familia Scraptiidae.

## Distribución geográfica
Habita en Rumania.